# Merrill Heatter
Merrill Heatter est un producteur de télévision américain né le 16 décembre 1925 à New York, New York (États-Unis) et mort le 8 octobre 2017.

## Filmographie
- 1960 : Video Village (série télévisée)
- 1963 : People Will Talk (série télévisée)
- 1964 : The Celebrity Game (série télévisée)
- 1966 : The Hollywood Squares (série télévisée)
- 1968 : Funny You Should Ask (série télévisée)
- 1969 : The Storybook Squares (série télévisée)
- 1971 : Amateur's Guide to Love (TV)
- 1972 : Runaround (série télévisée)
- 1972 : Gambit (série télévisée)
- 1973 : Baffle (série télévisée)
- 1974 : High Rollers (série télévisée)
- 1975 : The Magnificent Marble Machine (série télévisée)
- 1976 : The Hot Seat (série télévisée)
- 1982 : Fantasy (série télévisée)
- 1987 : Bargain Hunters (série télévisée)